# Salvia lutescens
Salvia lutescens là một loài thực vật có hoa trong họ Hoa môi. Loài này được (Koidz.) Koidz. miêu tả khoa học đầu tiên năm 1934.